# Oenogenes fugalis
Oenogenes fugalis är en fjärilsart som beskrevs av Felder och Alois Friedrich Rogenhofer 1875. Oenogenes fugalis ingår i släktet Oenogenes och familjen mott. Inga underarter finns listade i Catalogue of Life.